# Imperialismo estadounidense

Presencia de soldados estadounidenses por país:
Más de 1000 soldados estadounidenses.
Entre 100-1000 soldados estadounidenses
Uso de instalaciones militares.

División de los distintos Comandos según el Departamento de Defensa de Estados Unidos

El término imperialismo estadounidense es utilizado para hacer referencia a la hegemonía y expansionismo que forman parte de la historia contemporánea y de la vigente influencia política, cultural, militar y económica de los Estados Unidos a nivel mundial.
El concepto moderno de imperialismo es la práctica de dominación llevada a cabo por naciones con mayor poder económico y militar con el objetivo de ampliar sus influencias sobre naciones menos desarrolladas. El término es discutido, ya que algunos opinan que no hay tal imperialismo, otros que existe, pero de forma benévola, y otros, que existe en deterioro de los países influenciados.
Esta expansión se llevó a cabo a través de distintas doctrinas seguidas y a veces propuestas por el propio gobierno estadounidense desde sus inicios como la del Destino Manifiesto, la Doctrina Monroe y su Corolario Roosevelt, el Gran Garrote, la Doctrina de seguridad nacional, la Doctrina Truman etc. Ha estado marcado por hechos como la conquista del Oeste, la Primera intervención estadounidense en México, las guerras bananeras en Centroamérica y el Caribe, la guerra hispano-estadounidense y, más recientemente, la guerra de Vietnam, el embargo estadounidense contra Cuba, la Doctrina de la guerra preventiva, la guerra de Afganistán, la guerra contra el terrorismo y otros conflictos internacionales han hecho que «imperialismo estadounidense» sea un término aceptado por una gran parte de la comunidad internacional.

## Posiciones académicas
La más interesante manifestación del imperialismo contemporáneo es, para los estadounidenses, la expansión del capital estadounidense y del poder colonial más allá de las fronteras originales de los EE. UU. (...) Fundados como una fase del primer gran período del imperialismo y de la colonización, hemos sido siempre un país imperialista desde el punto de vista del desarrollo del control sobre nuevas regiones y de la subyugación de pueblos inferiores.(...) Alrededor Carlos presidente de 1890 acabábamos de pasar por las más importantes fases de la Revolución industrial,  disponíamos por primera vez de capital y teníamos una necesidad creciente de mercados extranjeros. (...) Es natural que ante todo nos volviésemos a América Latina, justificando nuestra acción en la retórica oficial con el pretexto de la defensa de la justicia humana, pero sin dejar de aumentar las facilidades para inversiones, y sin dejar de adquirir en condiciones favorables los valiosos recursos de las tierras ocupadas. (...) Hemos estimulado a Santo Domingo, Nicaragua, Haití y El Salvador a pagar sus deudas a países extranjeros por medio de empréstitos estadounidenses, y luego hemos establecido en estos países interventores de aduana para asegurar el cobro de estos empréstitos. Para proteger a los extranjeros, mantener el orden y defender a nuestros inversionistas, hemos establecido gobiernos militares en Cuba, Haití, Santo Domingo y Nicaragua.(...)
El imperio del banano, H. Barnes, Ch. Kepner y J. Soothill.

Existen políticos estadounidenses prominentes y académicos de renombre que defienden el rol histórico de los EE. UU. contra las acusaciones de imperialismo, como por ejemplo el antiguo secretario de Defensa Donald Rumsfeld, quien ha sostenido que: 

No buscamos imperios. No somos imperialistas. Nunca lo hemos sido.
Ni siquiera me puedo imaginar por qué me preguntaría usted eso.
We don't seek empires. We're not imperialistic. We never have been.
I can't imagine why you'd even ask the question.
Donald Rumsfeld

El historiador militar Max Boot argumenta la benevolencia de las intervenciones de EE. UU. Según él, los EE. UU. iniciaron la guerra hispano-estadounidense "altruistamente", con el fin de liberar a los cubanos, filipinos y puertorriqueños del colonialismo español. El historiador británico Niall Ferguson sostiene que EE. UU. es imperialista, pero que eso es bueno. Ferguson compara al Imperio británico con el rol imperialista de EE. UU. en las últimas décadas del siglo XX y principios del siglo XXI, aunque encuentra más similitudes entre las políticas y la estructura social de los EE. UU. y las del Imperio romano que con las británicas. Ferguson afirma que todos estos imperios poseían tanto aspectos positivos como negativos, pero los positivos del imperialismo estadounidense superarán a los negativos si este aprende de sus errores.

## Imperialismo económico
Para los críticos del imperialismo económico de EE. UU., éste se caracteriza por, entre otras cosas:
1. Llevar a los países a contraer préstamos que los comprometen con grandes deudas
2. Traslado de filiales hacia los países subdesarrollados para conseguir mano de obra barata
3. Control de la política de los países dependientes e instalación de "gobiernos obedientes" que estén dispuestos a suscribir tratados comerciales que abaraten las materias primas necesarias para el mercado mundial y que eximan a sus empresas multinacionales de pagar aduanas en esos países

En palabras de Eduardo Galeano, son medidas tendientes a evitar que estos países se desarrollen por sí mismos: 

La Escuela de las Américas, los golpes de Estado, las invasiones, pero también los empréstitos y el control de la natalidad son algunas de las medidas por medio de las cuales EE. UU. ha intentado perpetuar su dominio.

### Consenso de Washington
A comienzos de la década de 1990 se dictó a los países de América Latina un listado de políticas económicas de los organismos financieros internacionales y centros económicos con sede en Washington D. C. tendientes a implantar el neoliberalismo. Ese listado incluía las siguientes medidas económicas:
- Privatización y desamortización de las propiedades estatales
- Desregulación de la economía
- Reforma de las leyes laborales (p. ej. abaratando el despido)
- Liberalización de las tasas de interés
- Liberalización del comercio internacional
- Liberalización de la entrada de inversiones extranjeras directas

Su resultado fue la reducción de los sueldos y el aumento del desempleo debido a la quiebra de las industrias estatales, que concentraban la mayor parte de las fábricas en estos países, y el endeudamiento a través de empréstitos.
Estas medidas no son exclusivas del Consenso de Washington, ya que tienen como antecedente las políticas económicas de las dictaduras militares latinoamericanas de las décadas de 1960, 1970 y 1980. La película del director argentino Pino Solanas, Memoria del saqueo, ofrece una visión crítica de la aplicación de estas ideas en Argentina, bajo la presidencia de Carlos Menem.

## Expansión territorial

### Historia territorial de los Estados Unidos
La historia territorial de los Estados Unidos es la evolución de las fronteras y territorios de ese país desde su creación. Se recogen en un cuadro cada uno de los cambios en las fronteras interiores y exteriores del país, así como el estatus y los cambios de nombre. También muestra las áreas circundantes que finalmente pasaron a formar parte de los Estados Unidos. Cada situación tiene un mapa, que muestra la composición específica del país en ese momento dado.

### Viejo Oeste
Viejo Oeste, antiguo Oeste, salvaje Oeste, lejano Oeste o la Frontera (en inglés Old West, Wild West, Far West o The Frontier) son los términos con que se denomina popularmente a los hechos históricos (con sus personajes protagonistas) que tuvieron lugar entre el siglo XIX y principios del siglo XX durante la expansión de la frontera de los Estados Unidos hacia la costa del océano Pacífico. Aunque la colonización del territorio comenzó en el siglo XVI con la llegada de los europeos, el objetivo de alcanzar la costa oeste se debió principalmente a la iniciativa gubernamental del presidente Thomas Jefferson, tras la compra de Luisiana en 1803. La expansión de la frontera fue considerada como una búsqueda de oportunidades y progreso.

### Guerras Indias (1540 - 1924)

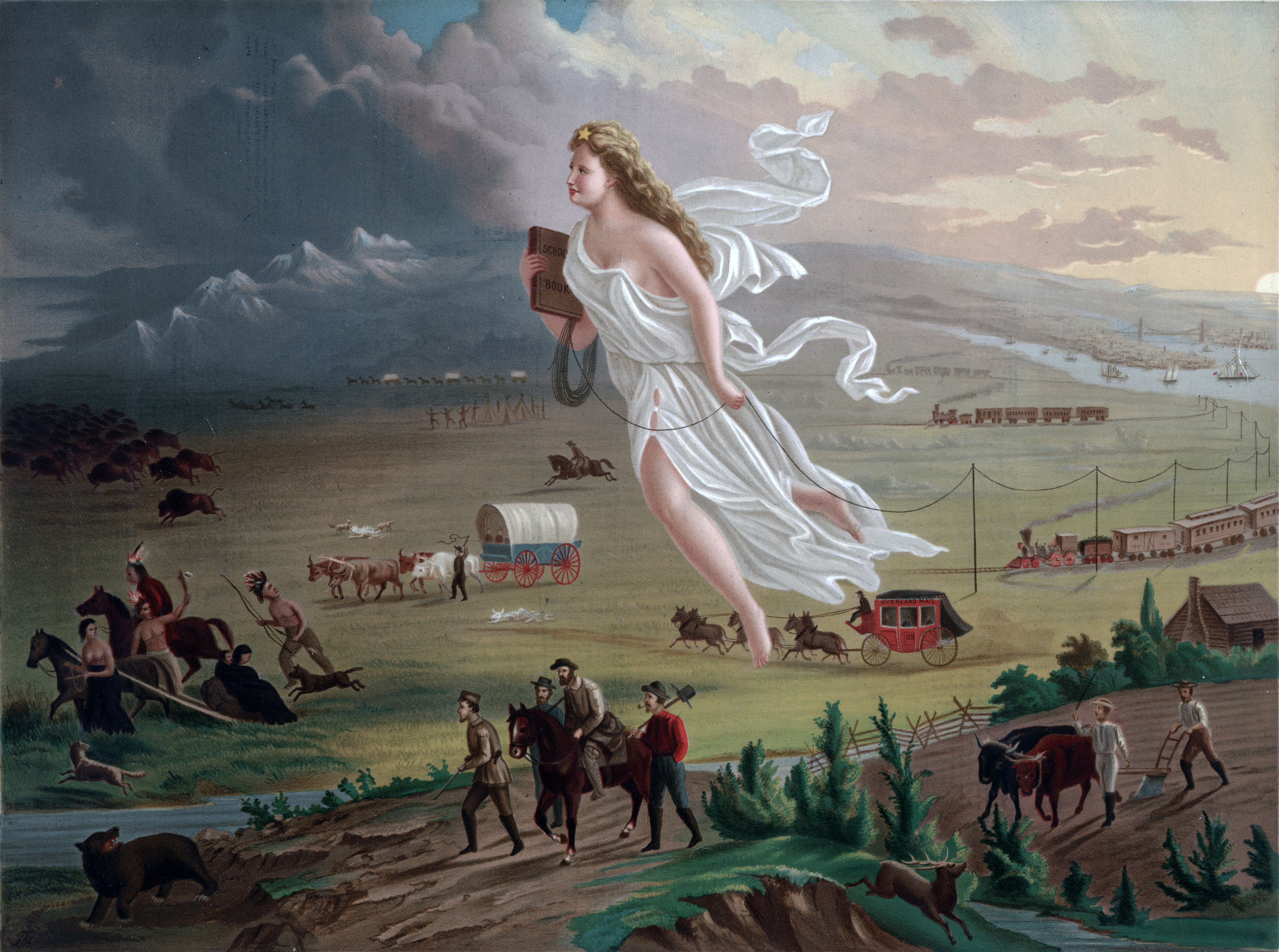
El Progreso Estadounidense, representación alegórica del Destino Manifiesto pintada por John Gast alrededor de 1872

Las guerras indias se refieren al conjunto de conflictos y guerras menores entre el gobierno de los Estados Unidos, el gobierno de Canadá y los colonos blancos contra los distintos pueblos indígenas del territorio norteamericano. También se suelen incluir las guerras entre los colonos europeos y los nativos americanos que llevaron a la creación de Estados Unidos.

### Compra de Luisiana (1803)
El territorio francés de la Luisiana, vasto territorio inexplorado, fue comprado a Napoleón por el gobierno estadounidense, que duplicó así su superficie. El gobierno envió a los exploradores Lewis y Clark, quienes para 1806 ya habían trazado las rutas que llevarían al Pacífico, iniciándose el período de la conquista del oeste y los conflictos con los nativos americanos de las llanuras.

### Compra de Florida (1819)
Estados Unidos firmó con España, presionada por las guerras de independencia hispanoamericana, un «tratado transcontinental» (Tratado de Adams-Onís), que implicó la venta de Florida al gobierno estadounidense entre 1819-1821. El mismo tratado cedía áreas al Virreinato de Nueva España, que más tarde serían incorporadas a Estados Unidos.

### Anexión de Texas (1845)
Estados Unidos se anexó la República de Texas en 1845, que incluía solamente una porción del actual estado de Texas, cuya frontera establecida con México por el Tratado de Velasco consideraba el límite entre las dos naciones enfrentadas a la altura del río Nueces. Sin embargo, los texanos reclamaban algunas porciones de Nuevo México, Oklahoma, Kansas, Wyoming y Colorado. La República de Texas era un territorio secesionista de México. A pesar de que el presidente de México Antonio López de Santa Anna advirtió que la anexión sería «equivalente a una declaración de guerra», el presidente de los EE. UU., John Tyler, firmó el tratado de anexión de Texas en abril de 1844. El Congreso aprobó la anexión de 28 de febrero de 1845.

### Invasión a México (1848)

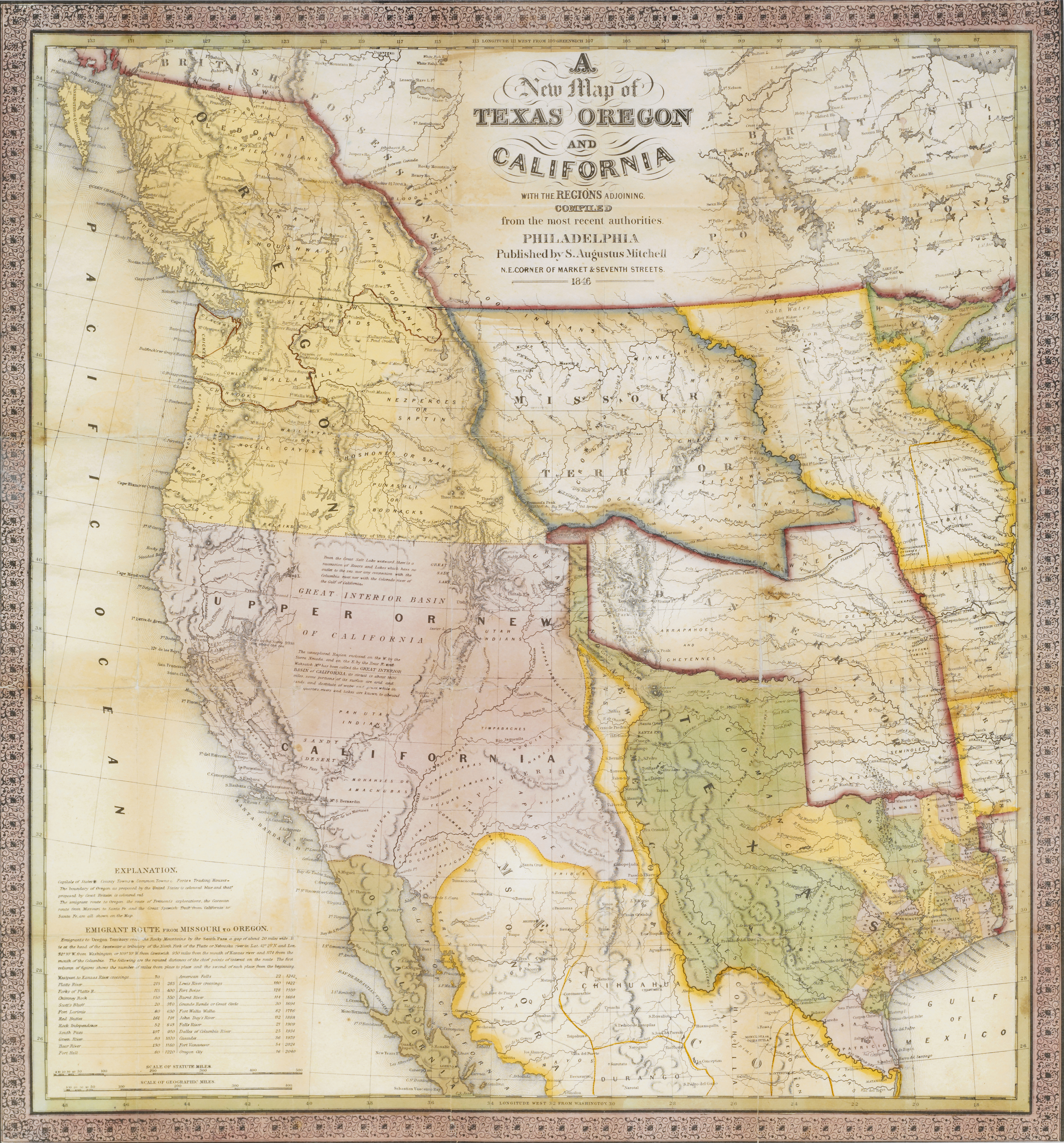
A New Map of Texas, Oregon, and California, Samuel Augustus Mitchell, 1846

Este conflicto armado se inició como consecuencia a la anexión de la República de Texas y el posterior intento de extender su frontera original (el río Nueces) hasta el río Bravo (que eran territorios de los estados mexicanos de Tamaulipas, Coahuila y Chihuahua). El conflicto culminó con la firma del Tratado de Guadalupe Hidalgo donde México tuvo que reconocer la independencia de Texas, fijaba la frontera en el río Bravo y cedió los territorios de Alta California y Nuevo México a Estados Unidos. A cambio, este pagaba los gastos de guerra y daños a México con 15 millones de dólares.

### Compra de la Mesilla (1853)
Conocida como Gadsden Purchase en Estados Unidos, es una región de 76,845 km² del actual sur de Arizona y el suroeste de Nuevo México que fue comprada a México por 10 millones de pesos en 1853. Fue hecha con el propósito de la construcción de un ferrocarril transcontinental a lo largo de la ruta del sur de los Estados Unidos. Solucionó también los problemas fronterizos pendientes después del Tratado de Guadalupe-Hidalgo que puso fin a la guerra mexicano-estadounidense.

### Compra de Alaska (1867)
En 1867, el Secretario de Estado estadounidense William H. Seward llevó a cabo la compra de Alaska al Imperio ruso por 7,2 millones de dólares estadounidenses. La falta de efectivo de Rusia y el deseo de que Alaska no cayera en manos británicas impulsaron a Rusia a vender el territorio a los Estados Unidos tras el fracaso en la guerra de Crimea. La compra se hizo efectiva el 18 de octubre de 1867, hoy recordado como el Día de Alaska. Aunque la compra recibió duras críticas en el momento de producirse, finalmente se vio como un negocio ventajoso gracias al descubrimiento de oro en Yukón.

### Guerra hispano-estadounidense (1898)
Con la explosión del barco Maine, supuestamente provocada por España, como casus belli, Estados Unidos se une a la guerra de independencia cubana con el objetivo de eliminar la presencia europea en el Caribe. Mediante los Acuerdos de París de 1898, se acuerda la futura independencia de Cuba, que se concretará en 1902, y España cede Filipinas, Puerto Rico y Guaján, posteriormente Guam. Las restantes posesiones españolas en Asia (Islas Marianas, Islas Carolinas y Palaos), incapaces de ser defendidas debido a su lejanía y la destrucción de buena parte de la flota española, fueron vendidas a Alemania en 1899 por 25 millones de pesetas, por el Tratado germano-español; posteriormente serán administradas por el Imperio japonés tras la Primera Guerra Mundial y luego por los EE. UU. tras la Segunda Guerra Mundial.

### Anexión de Hawái (1898)
En 1893, un grupo de estadounidenses derrocan al gobierno del Reino de Hawái y forman una Comisión de Seguridad, con la oposición de la reina Liliuokalani, tomando el control del archipiélago. El gobierno de Estados Unidos convoca a una compañía de infantería de marina a las islas para hacer cumplir la neutralidad, pero la presencia de estas tropas hizo imposible que la monarquía se defendiera. El presidente William McKinley firma un tratado de anexión en el año 1897, de acuerdo con un comité de anexionistas de la República de Hawái, el cual es aprobado en 1900.

### Separación de Panamá de Colombiay Anexión de la zona del canal de Panamá (1903)
En 1903 tropas estadounidenses desembarcaron en el Departamento colombiano de Panamá y fomentaron un movimiento separatista, apropiándose de la región y proclamando unilateralmente una república independiente. El gobierno de Colombia, involucrado en una guerra civil, no pudo resistir a esta invasión. El Tratado Hay-Bunau Varilla entre EE. UU. y la joven república de Panamá (1903) cedió a perpetuidad los derechos sobre una zona del istmo en la que se construirá el futuro canal de Panamá. Este canal había sido proyectado por el explorador francés Ferdinand de Lesseps, constructor del canal de Suez, pero había fracasado en su intento. Los estadounidenses se encargarían de construirlo. En ambos intentos murieron muchos obreros a causa de los accidentes y de la malaria. El canal fue devuelto a Panamá en 1999, en cumplimiento del Tratado Carter-Torrijos, y en el ínterin se sucedieron diversas intervenciones militares estadounidenses para reprimir los intentos panameños de recobrar la soberanía.

## Imperialismo político
Según diversas fuentes, el gobierno de Estados Unidos ha derrocado o tratado de derrocar a numerosos gobiernos extranjeros percibidos como hostiles. La CIA sería una de las organizaciones que buscaba manipular la política sobre todo de países centroamericanos y caribeños para proteger los intereses estadounidenses.

### Etapa del intervencionismo

#### Guerra de Trípoli (1801 a 1805)
En la guerra de Trípoli, también conocida como Guerra berberisca, el rey de Trípoli y sus aliados de Túnez y de Argel declaran la guerra a los Estados Unidos, que no querían pagar más el tributo para el paso de sus embarcaciones.

#### Expedición naval contra la regencia de Argel
El comodoro Stephen Decatur fuerza al rey Omar a firmar un tratado que pone fin a los ataques de embarcaciones estadounidenses por los corsarios berberiscos.

#### Invasión estadounidense de México (1846-1848)
Estados Unidos de América declaró la guerra contra México el 13 de mayo de 1846. Ese año el ejército estadounidense ocupó las provincias mexicanas de Alta California y Nuevo México. Al año siguiente, el general Winfield Scott entra en el corazón de México y ocupa su capital, Ciudad de México. El Tratado de Guadalupe Hidalgo, firmado el 2 de febrero de 1848 por el diplomático estadounidense Nicholas Trist, puso fin a la guerra y dio a los EE. UU. el control indiscutible sobre Texas, estableció la frontera entre EE. UU. y México en el río Bravo, y cedió a los Estados Unidos los actuales estados de California, Nevada, Nuevo México, Arizona (el sur de este conseguido en la venta de la Mesilla) y Utah, así como partes de los actuales Colorado y Wyoming.

#### Ocupación estadounidense de Nicaragua (1912-1933)
La ocupación militar de Estados Unidos sobre Nicaragua se encuadra en el contexto de las guerras bananeras. También se puede comprender en el contexto de la construcción del canal de Panamá. Después del derrocamiento de José Santos Zelaya en 1909, la inestabilidad política de Nicaragua alertó a inversionistas estadounidenses, como la United Fruit Company. Para salvaguardar los intereses económicos estadounidenses y ante la posibilidad de construir un canal alternativo por el lago Nicaragua, Estados Unidos estableció un control de la política y la economía nicaragüense.

#### Ocupación estadounidense de Veracruz (México) de 1914
Sin declaración alguna de guerra contra México, tropas estadounidenses desembarcan en el puerto de Veracruz con pretexto del Incidente de Tampico. Rotas las relaciones entre ambos países el 24 de abril, España se hace cargo de los intereses mexicanos en Washington y las repúblicas de Argentina, Brasil y Chile ofrecieron mediar en el conflicto, siendo aceptados por los Estados Unidos y México realizándose del 20 de mayo al 1 de julio las Conferencias de Niágara Falls para dirimir el conflicto.

#### Invasión de Haití y la República Dominicana (1915 y 1916)
En República Dominicana, Estados Unidos había conseguido un trato favorable durante el gobierno de Ramón Cáceres en 1908, mediante el cual obtenía el control de las aduanas dominicanas. Para 1916, la turbulenta situación del país insular llamó la atención del gobierno estadounidense, que temía que no se cumpliera el pacto. Con el fin de proteger sus intereses, marines estadounidenses desembarcaron en la República Dominicana en mayo de 1916. La ocupación militar se mantuvo hasta 1924.
En Haití, la inestabilidad política limitó considerablemente el comercio durante la década de 1910. En esto, Jean Vilbrun Guillaume Sam, militar, asumió el poder en marzo e 1915 en medio de esta crisis política e intentó gobernar con mano dura, pero fue respondido con otra revuelta. Viendo la situación, el presidente estadounidense Woodrow Wilson ordenó el envío de marines a supervisar y poner orden en el país. Esta ocupación se extendió hasta 1934.

#### Tercera intervención estadounidense en México (1917)
El presidente estadounidense Woodrow Wilson envió tropas a México encabezadas por el general John "Black Jack" Pershing (el mismo que comandaría las fuerzas estadounidenses en la Primera Guerra Mundial) para capturar al líder revolucionario Pancho Villa. Durante 11 meses, los 10,000 soldados de la Expedición Punitiva de Pershing recorrieron los desiertos del estado mexicano de Chihuahua. Pershing fracasó en su misión y quiso atacar también al Ejército Mexicano. Pancho Villa desapareció en el territorio mexicano y nunca fue capturado. Las tropas estadounidenses, regresaron a Estados Unidos. En febrero de 1917, la Expedición Punitiva regresó a Columbus.

#### Intervención en Rusia (1917-1920)
En la guerra civil rusa, el Ejército Blanco recibía apoyo de potencias extranjeras tales como el Reino Unido, Estados Unidos, Canadá, Francia, Japón, Polonia o Turquía, que intervinieron activamente en la contienda mediante el envío de material, recursos, aparato logístico o numerosos contingentes de tropas.

### Etapa de la Guerra Fría
Durante la Guerra Fría, Estados Unidos era la potencia que lideraba el bando capitalista, por lo que tenía cierta influencia sobre sus aliados. Aunque nunca hubo enfrentamiento militar directo entre las potencias capitalista y comunista, es decir, Estados Unidos y la Unión Soviética, sí hubo enfrentamientos entre países satélites y aliados, respaldados por uno y otro bando.

#### China (1945-49)
En la Segunda Guerra Mundial el Partido Comunista chino había logrado la adhesión de miles de millones de personas, logrando rechazar la ocupación japonesa. Al terminar la guerra, el gobierno de EE. UU. envió cerca de 100,000 soldados, provisión de municiones, vigilancia aérea, y entrenó 39 divisiones del Kuomintang. Cuando los comunistas vencieron tres años después, el Kuomintang huyó a Taiwán. EE. UU. sostuvo el gobierno de Chiang Kai Shek en Taiwán y luego el de su hijo Chiang Ching-kuo, y no reconoció a la República Popular China hasta 1976, debido a su hostilidad hacia los occidentales hasta esa fecha.

#### Guerra de Corea (1950-53)
Estados Unidos, junto con sus aliados, participó en esta guerra para defender a su satélite, Corea del Sur, que había sido invadida por Corea del Norte, la cual era a su vez un satélite de la Unión Soviética. Esta intervención internacional se hizo con el aval de la ONU. La URSS no vetó la resolución que autorizaba intervenir, debido a que había boicoteado la reunión del Consejo de Seguridad ausentándose de la misma.

#### Turquía (1946 en adelante)
Debido a la posición estratégica de Turquía, la cual era capaz de bloquear la salida de barcos soviéticos del mar Negro, Estados Unidos estableció regímenes aliados, la mayoría militares, y dispuso bases militares próximas a la URSS. Esto luego provocaría que los soviéticos buscaran crear bases similares en Cuba, lo que desató la Crisis de los Misiles en 1962.

#### Filipinas (1946-54)
La revolución campesina comunista de los Hukbalahap en Luzón expulsó a los japoneses y estableció un gobierno socialista. Los EE. UU. se negaron a reconocerlo y establecieron un gobierno derechista que luego de ocho años de lucha logró aplastar la rebelión.

#### Guerra civil griega (1947)
Durante la guerra civil griega, EE. UU. fue sostén logístico y militar del gobierno griego contra la insurgencia comunista. Los militares estadounidenses y británicos aplastaron al gobierno provisional fundado por los comunistas de Aris Veliotis. La CIA ayudó a crear una nueva agencia de inteligencia para la monarquía griega, el Servicio Central de Inteligencia (en griego, Κεντρικὴ Ὑπηρεσία Πληροφοριῶν, ΚΥΠ, Kentrikí Ypiresía Pliroforión, KYP).

#### Irán (1953)
La CIA organiza el golpe de Estado que derrocó al presidente Mohammed Mossadegh, quien había nacionalizado la industria petrolera.
El propio Barack Obama, en una conferencia del 4 de junio de 2009 en El Cairo, admitió la implicación del gobierno de los Estados Unidos en el golpe de Estado contra un jefe de Estado democráticamente elegido en Irán, en el año 1953.

#### Guerra de Vietnam (1955-1975)

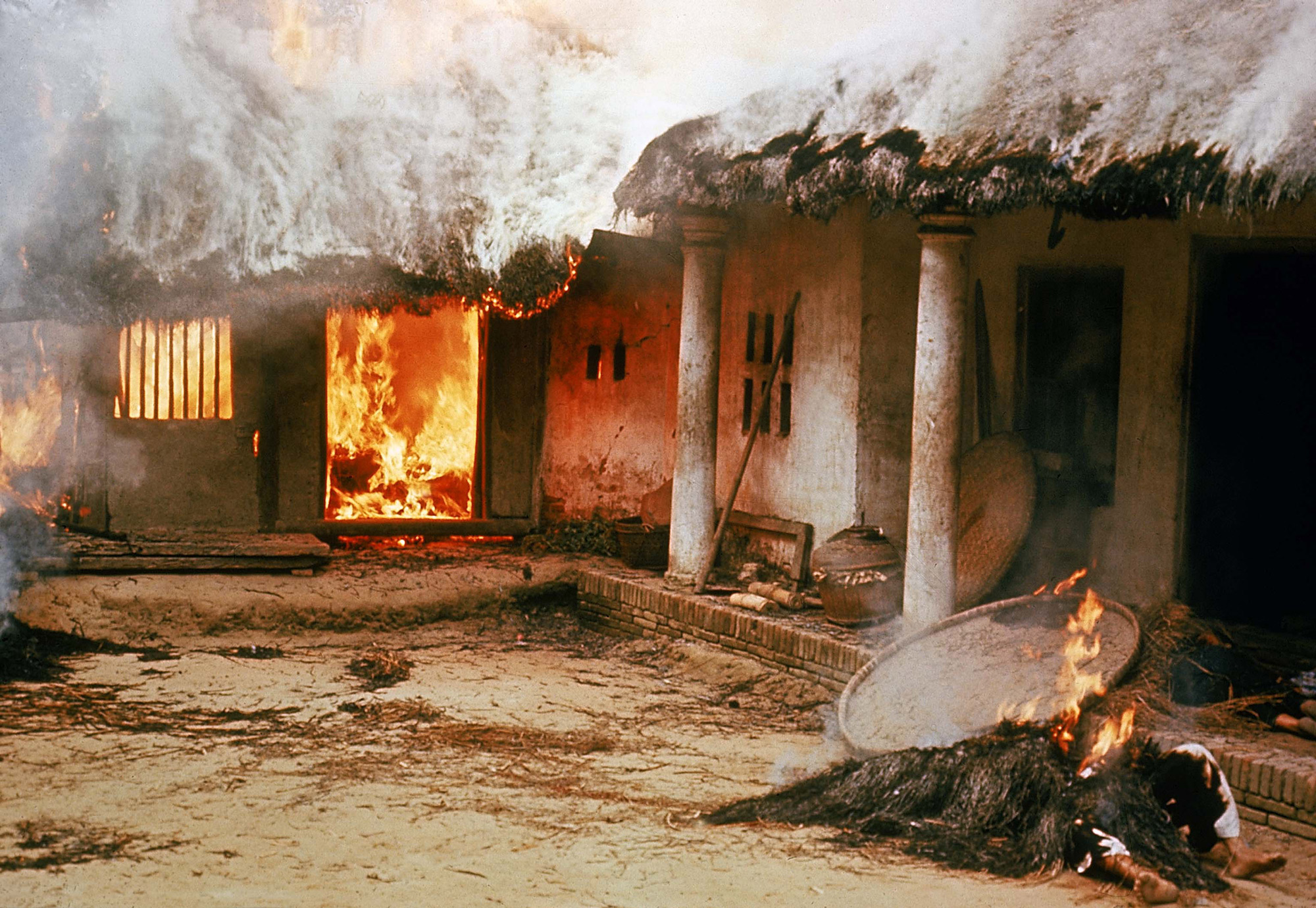
Masacre de My Lai en Vietnam del Sur

Para proteger al gobierno de Vietnam del Sur del ejército comunista del Vietcong, que buscaba su anexión al Estado socialista de Vietnam del Norte, EE. UU. intervino directamente en 1964 y sosteniendo al bando capitalista durante una guerra que duraría 20 años.

#### República Democrática del Congo (1960)
Patrice Lumumba, líder anticolonialista africano y primer presidente electo del Congo luego de lograr la independencia de Bélgica en junio de 1960, fue depuesto en un golpe militar respaldado por la CIA durante la Crisis del Congo. Posteriormente, Lumumba fue apresado y asesinado.

#### Invasión de Bahía de Cochinos
En 1961, la CIA reclutó voluntarios entre los exiliados cubanos establecidos en EE. UU., que fueron entrenados en campamentos, principalmente en Guatemala, pero también en Puerto Rico y Nicaragua. Estos 1511 hombres formaron la Brigada 2506 y recibieron instrucción como artilleros, paracaidistas, pilotos de aviones, etc. Una buena parte de estos exiliados reclutados por la CIA, eran jóvenes provenientes de familias emigradas desde los primeros meses de la Revolución cubana, vinculadas directa o indirectamente al gobierno anterior. Desembarcaron en Playa Girón el 17 de abril, y tras tres días de combates, fueron derrotados. Durante la invasión, Cuba se proclamó un estado socialista. Para EE. UU supuso una humillación, conocida como la primera gran derrota del imperialismo estadounidense en América Latina. Tras un análisis de los motivos de la derrota a finales de 1961, John F. Kennedy le pidió a su hermano Robert F. Kennedy que se pusiera al frente de la que se denominó Operación Mangosta (Operation Mongoose). El propósito de esta era promover sabotajes que desembocaran en levantamientos internos y en el derrocamiento del gobierno de Cuba, quizás con una segunda invasión, pero esta vez con la participación directa de EE. UU., lo que a la larga se traduciría en un largo conflicto de desgaste diplomático.

#### Régimen de Suharto en Indonesia (1965-1998)
En la década de 1950, el presidente nacionalista indonesio, Sukarno, impulsor junto a Tito, Nasser y Nehru del MNOAL, se había acercado al Partido Comunista de Indonesia. Según una versión de los hechos, la CIA organizó un falso golpe de Estado comunista con algunos generales del ejército que estimuló a Sukarno a reprimir a los comunistas y a aliarse con el general Suharto, quien lo sucedería en 1965. El régimen de Suharto en Indonesia fue aliado estratégico de EE. UU. para la represión del comunismo y la contención del avance comunista en la región del Sudeste asiático.

#### Bolivia (1967)
Con la desclasificación de archivos secretos de la CIA y del Departamento de Estado, se reveló que el embajador estadounidense en Bolivia de finales de la década de 1960 y principios de la de 1970, Douglas Henderson, orquestó el respaldo a los generales de Santa Cruz en el golpe de Estado de Hugo Banzer, en 1971, mediante la intervención de grupos armados ilegales. Era el mismo diplomático que en 1967 reportó el asesinato de Che Guevara, un hecho que conocía muy bien, pues él mismo había coordinado la participación de una docena de Boinas verdes del ejército de su país, en la cacería del guerrillero.

#### Omán, Rebelión de Dhofar (1970-75)
EE. UU. envió ayuda logística a Irán, para oponerse la Rebelión de Dhofar en Omán, a petición del gobierno de este país. Una vez aplastada la rebelión, se firmó con EE. UU. un tratado por el cual este país establecía una base militar estratégica para luchar contra el gobierno afgano y la revolución iraní.

#### Dictaduras militares en América Latina
Durante todo el siglo XX hubo en América Latina dictaduras militares impulsadas por EE. UU. Según la Doctrina de Seguridad Nacional, los Estados Unidos unificaron el accionar de las distintas dictaduras latinoamericanas que cometieron crímenes de lesa humanidad, como la de Augusto Pinochet, Joaquín Balaguer, Alfredo Stroessner, Jorge Rafael Videla, Roberto Viola, Leopoldo Galtieri, Juan María Bordaberry, el general Hugo Banzer, la dinastía de la familia Somoza y Julio César Turbay Ayala, entre otros.

#### Muyahidines (Afganistán)
Durante la guerra civil afgana, EE. UU. financió y armó a las milicias musulmanas conservadoras de los muyahidín, que luchaban contra el gobierno comunista afgano (1978-1992) y más tarde contra el Ejército Rojo que apoyaba al gobierno (1979-1989).

#### Nicaragua (1980-1990)
Apoyo militar a los Contras para derrocar al gobierno sandinista. Luego de más de 30 años de dictadura que tenía apoyo del gobierno estadounidense, la Revolución sandinista logró derrocar al dictador Somoza para luego sufrir un bloqueo económico y militar por parte de Estados Unidos.

#### Invasión de Granada (1983)
Estados Unidos intervino en alianza con algunos países caribeños, aduciendo una militarización cubano-soviética de la isla. La invasión fue condenada por la ONU, Reino Unido y otros países.

#### Invasión estadounidense de Panamá de 1989
Se conoce como invasión de Panamá al operativo militar realizado por el ejército de los Estados Unidos, el miércoles 20 de diciembre de 1989 con el propósito de capturar al general Manuel Antonio Noriega, comandante en jefe de las Fuerzas de Defensa de la República de Panamá, quien era requerido por la justicia estadounidense acusado del delito de narcotráfico.

#### Guerra del Golfo (1990-1991)
Estados Unidos intervino decisivamente a favor de Kuwait contra la ocupación iraquí de Saddam Hussein.

#### Operación Gladio
La Operación Gladio fue el nombre en clave de las operaciones clandestinas de «resistencia armada» de la llamada Red Stay Behind planeadas por la Organización del Tratado de Bruselas, y posteriormente por la OTAN, en caso de una hipotética invasión y conquista de Europa occidental por parte del Pacto de Varsovia. El nombre de Gladio se aplica generalmente a una serie de organizaciones paramilitares de diversos países, aunque lo más común es su utilización exclusivamente para referirse a los paramilitares italianos. La Operación Gladio fue ideada después de la Segunda Guerra Mundial por la CIA y el MI6 y tenía como objetivo prepararse ante una eventual invasión soviética de Europa occidental, por medio de fuerzas armadas paramilitares secretas de élite dispuestas en diversos países capitalistas.

### Después de la Guerra Fría
Tras el colapso de la Unión Soviética, Estados Unidos mantuvo una política de vigilancia e intervención en varios países, en ocasiones con el apoyo del Consejo de Seguridad de la ONU.
- Somalia, 1992: Estados Unidos envía tropas para socorrer a la población e intentar establecer un gobierno estable.
- Haití, 1994: Jean-Bertrand Aristide retoma la presidencia con el apoyo de Estados Unidos.
- Bosnia y Herzegovina, 1995: La OTAN participó en el final de la guerra de Bosnia.
- Yugoslavia, 1999: En el contexto de la guerra de Kosovo, la OTAN bombardeó varios puntos de Yugoslavia, sin consentimiento del Consejo de Seguridad.

#### Guerra de Afganistán (2001)
Después de los atentados del 11 de septiembre contra el Pentágono y las Torres Gemelas, el presidente George W. Bush declaró la guerra con el fin de desmantelar al grupo Al Qaeda. Contó con el apoyo de la OTAN. En 2011, el líder de Al Qaeda, Osama bin Laden, fue asesinado por una operación estadounidense. Aun así, el conflicto se prolongó hasta 2021, con la toma de Kabul por los talibanes y la retirada de las tropas estadounidenses.

#### Guerra de Irak (2003)
Con la excusa de que los iraquíes poseían armas de destrucción masiva, el presidente George W. Bush declaró la guerra en Irak en marzo de 2003. La invasión fue dirigida por Estados Unidos y contó con el apoyo de la OTAN. El régimen de Sadam Huseín fue depuesto en el primer año del conflicto. El conflicto se extendió hasta diciembre de 2011, aunque propició el inicio de la guerra contra el Estado Islámico.

#### Guerra contra el Estado Islámico (2014)
En 2014 el presidente Barack Obama anunció por cadena nacional y al mundo la entrada de los Estados Unidos en el conflicto que Irak vivía con el Estado Islámico a través de apoyo aéreo. Asimismo, Obama le declaró la guerra al Estado Islámico y anunció la creación de una coalición internacional con el fin de actuar contra el Estado Islámico que sometía a la comunidad religiosa yazidí y azotaba a Irak quien este último había pedido ayuda a la nación estadounidense. Posteriormente llevaría la guerra no solo a Irak sino también a Siria. El Estado Islámico alcanzó su máxima expansión territorial en mayo de 2015. Para 2018, había perdido gran parte de su territorio, aunque siguió siendo una amenaza para Estados Unidos y sus aliados.

## Instalaciones militares estadounidenses en el exterior

Países con presencia militar estadounidense

La instalación progresiva de las fuerzas armadas estadounidenses a gran escala empezó con la división y ocupación de Alemania en 1945. Se amplió con la Guerra Fría en sus países de influencia y continúa en la actualidad. Existe un directorio completo y público realizado por el Departamento de Defensa de los lugares en donde los EE. UU. tienen presencia militar permanente.
Además de bases militares, Estados Unidos maneja cárceles en el exterior de sus fronteras. Una de las más conocidas es la Base Naval de la Bahía de Guantánamo en la isla de Cuba. También se puede mencionar la prisión de Abu Ghraib en Irak, operada por Estados Unidos entre 2006 y 2006.

## Aliados de Estados Unidos
Estados Unidos ha establecido una red de alianzas con los países de su entorno. La Organización del Tratado del Atlántico Norte (OTAN) incluye a Estados Unidos, Canadá y muchos países europeos. En América Latina, las dictaduras militares del siglo XX se favorecieron de la influencia estadounidense en su política y a su vez brindaban apoyo a los intereses de Estados Unidos. En Asia, Japón, Corea del Sur, Taiwán, Filipinas o Tailandia son algunos de los países considerados aliados estadounidenses. Los países miembros de la Commonwealth, como Australia, Nueva Zelanda o Singapur, también están aliados a Estados Unidos. En Próximo Oriente, un aliado importante de Estados Unidos es el Estado de Israel.

## Actualidad
En la actualidad, Estados Unidos mantiene una fuerte alianza con gran parte de los países europeos, principalmente el Reino Unido, y Alemania, siendo la OTAN una organización importante de esta alianza. En cuanto a Asia, los Estados Unidos mantiene una larga y mutua amistad con Israel, al cual le ha mostrado su apoyo en distintas ocasiones en los conflictos árabe-israelíes, aunque también es notable la alianza con otros países del Medio Oriente, principalmente del golfo Pérsico, entre ellos Kuwait y Emiratos Árabes Unidos. Estados Unidos mantiene lazos amistosos con Australia, Nueva Zelanda, Japón y Corea del Sur, los cuales han sido focos estratégicos para los intereses estadounidenses en la región, principalmente en temas relacionados con las amenazas nucleares de Corea del Norte. 
Asimismo, existen cuatro territorios estadounidenses no incorporados, los cuales son considerados coloniales por la ONU y observados por el Comité de Descolonización: Puerto Rico, Guam, Samoa Americana y las Islas Vírgenes de Estados Unidos. Por el momento, estos territorios no han avanzado en su independización o reconocimiento oficial como estados de los Estados Unidos de América.